# Magic (Coldplay)
Magic is de eerste single van het zesde studioalbum van de Britse groep Coldplay, Ghost Stories. 'Magic' is het tweede nummer op dit album.

## Opname
Het nummer is opgenomen door de band tijdens sessies voor hun zesde studioalbum in 2013, in hun speciaal gebouwde studio's 'The Bakery' en 'The Beehive' in Noord-Londen, Engeland. Beide studio's waren oorspronkelijk gebouwd voor de twee vorige studioalbums, Viva la Vida or Death and All His Friends in 2008 en Mylo Xyloto in 2010.

## Videoclip
De videoclip voor "Magic" is geregisseerd door Jonas Åkerlund. Met de Chinese actrice Zhang Ziyi in de hoofdrol betuigt de video hulde aan de stomme film. Het is gebaseerd op een literaire interpretatie van "Magic", wat Engels is voor magie. Het speelt zich af bij een ouderwetse goochelshow. De video, die vijf minuten duurt, kwam uit op 7 april 2014.

## Hitnoteringen

### Nederlandse Top 40
| Hitnotering: 15-03-2014 t/m 30-08-2014 | Hitnotering: 15-03-2014 t/m 30-08-2014 | Hitnotering: 15-03-2014 t/m 30-08-2014 | Hitnotering: 15-03-2014 t/m 30-08-2014 | Hitnotering: 15-03-2014 t/m 30-08-2014 | Hitnotering: 15-03-2014 t/m 30-08-2014 | Hitnotering: 15-03-2014 t/m 30-08-2014 | Hitnotering: 15-03-2014 t/m 30-08-2014 | Hitnotering: 15-03-2014 t/m 30-08-2014 | Hitnotering: 15-03-2014 t/m 30-08-2014 | Hitnotering: 15-03-2014 t/m 30-08-2014 | Hitnotering: 15-03-2014 t/m 30-08-2014 | Hitnotering: 15-03-2014 t/m 30-08-2014 | Hitnotering: 15-03-2014 t/m 30-08-2014 |
| Week:                                  | 1                                      | 2                                      | 3                                      | 4                                      | 5                                      | 6                                      | 7                                      | 8                                      | 9                                      | 10                                     | 11                                     | 12                                     | 13                                     |
| -------------------------------------- | -------------------------------------- | -------------------------------------- | -------------------------------------- | -------------------------------------- | -------------------------------------- | -------------------------------------- | -------------------------------------- | -------------------------------------- | -------------------------------------- | -------------------------------------- | -------------------------------------- | -------------------------------------- | -------------------------------------- |
| Positie:                               | 24                                     | 9                                      | 6                                      | 5                                      | 4                                      | 2                                      | 2                                      | 2                                      | 3                                      | 6                                      | 7                                      | 10                                     | 10                                     |
| Week:                                  | 14                                     | 15                                     | 16                                     | 17                                     | 18                                     | 19                                     | 20                                     | 21                                     | 22                                     | 23                                     | 24                                     | 25                                     |                                        |
| Positie:                               | 11                                     | 16                                     | 18                                     | 19                                     | 21                                     | 22                                     | 26                                     | 28                                     | 29                                     | 30                                     | 35                                     | 38                                     | uit                                    |

### NederlandseSingle Top 100
| Hitnotering: 08-03-2014 t/m 07-02-2015 | Hitnotering: 08-03-2014 t/m 07-02-2015 | Hitnotering: 08-03-2014 t/m 07-02-2015 | Hitnotering: 08-03-2014 t/m 07-02-2015 | Hitnotering: 08-03-2014 t/m 07-02-2015 | Hitnotering: 08-03-2014 t/m 07-02-2015 | Hitnotering: 08-03-2014 t/m 07-02-2015 | Hitnotering: 08-03-2014 t/m 07-02-2015 | Hitnotering: 08-03-2014 t/m 07-02-2015 | Hitnotering: 08-03-2014 t/m 07-02-2015 | Hitnotering: 08-03-2014 t/m 07-02-2015 | Hitnotering: 08-03-2014 t/m 07-02-2015 | Hitnotering: 08-03-2014 t/m 07-02-2015 | Hitnotering: 08-03-2014 t/m 07-02-2015 | Hitnotering: 08-03-2014 t/m 07-02-2015 | Hitnotering: 08-03-2014 t/m 07-02-2015 | Hitnotering: 08-03-2014 t/m 07-02-2015 | Hitnotering: 08-03-2014 t/m 07-02-2015 | Hitnotering: 08-03-2014 t/m 07-02-2015 |
| Week:                                  | 1                                      | 2                                      | 3                                      | 4                                      | 5                                      | 6                                      | 7                                      | 8                                      | 9                                      | 10                                     | 11                                     | 12                                     | 13                                     | 14                                     | 15                                     | 16                                     | 17                                     | 18                                     |
| -------------------------------------- | -------------------------------------- | -------------------------------------- | -------------------------------------- | -------------------------------------- | -------------------------------------- | -------------------------------------- | -------------------------------------- | -------------------------------------- | -------------------------------------- | -------------------------------------- | -------------------------------------- | -------------------------------------- | -------------------------------------- | -------------------------------------- | -------------------------------------- | -------------------------------------- | -------------------------------------- | -------------------------------------- |
| Positie:                               | 8                                      | 5                                      | 6                                      | 4                                      | 6                                      | 5                                      | 3                                      | 3                                      | 2                                      | 5                                      | 4                                      | 10                                     | 10                                     | 18                                     | 22                                     | 24                                     | 26                                     | 24                                     |
| Week:                                  | 19                                     | 20                                     | 21                                     | 22                                     | 23                                     | 24                                     | 25                                     | 26                                     | 27                                     | 28                                     | 29                                     | 30                                     | 31                                     | 32                                     | 33                                     | 34                                     | 35                                     | 36                                     |
| Positie:                               | 29                                     | 25                                     | 28                                     | 29                                     | 31                                     | 33                                     | 35                                     | 37                                     | 36                                     | 39                                     | 48                                     | 46                                     | 49                                     | 48                                     | 47                                     | 50                                     | 55                                     | 50                                     |
| Week:                                  | 37                                     | 38                                     | 39                                     | 40                                     | 41                                     | 42                                     | 43                                     | 44                                     | 45                                     | 46                                     | 47                                     | 48                                     | 49                                     | 50                                     | 51                                     | 52                                     | 53                                     |                                        |
| Positie:                               | 53                                     | 59                                     | 58                                     | 64                                     | 69                                     | 76                                     | 81                                     | 58                                     | 57                                     | 63                                     | 72                                     | 76                                     | 83                                     | 88                                     | 87                                     | 85                                     | 86                                     | uit                                    |

### NPO Radio 2 Top 2000
| Nummer met noteringen in de NPO Radio 2 Top 2000 | '14  | '15 | '16 | '17 | '18 | '19 | '20  | '21  | '22  | '23  | '24  |
| ------------------------------------------------ | ---- | --- | --- | --- | --- | --- | ---- | ---- | ---- | ---- | ---- |
| Magic                                            | 1027 | 438 | 734 | 869 | 668 | 729 | 1028 | 1121 | 1039 | 1018 | 1039 |

1. ↑  Een vetgedrukt getal geeft de hoogste notering aan.
2. ↑  2014 was het eerste jaar met een notering voor dit nummer.